# La stessa barca
La stessa barca è il settimo album dei 24 Grana, pubblicato nel 2011.

## Descrizione
La stessa barca fu registrato a Chicago presso gli Electrical Audio Studios del produttore Steve Albini. La scelta di questo particolare studio deriva dal voler registrare l'album in presa diretta.
Nell'album è possibile riscontrare l'abbandono del sound "dub" che tanto aveva caratterizzato la band nei primissimi lavori. Il lavoro è, infatti, caratterizzato da un rock alternativo poco dolce e abbastanza basilare. Le distorsioni sono maggiormente "crude" di quelle usate in Ghostwriters e questo concede al disco un'atmosfera totalmente diversa. Il disco quasi completamente cantato in lingua napoletana contiene due pezzi in italiano.

## Tracce
1. Salvatore
2. Cenere
3. Ombre
4. Ce pruvate Robè
5. Malevera
6. Turnamme a casa
7. La stessa barca
8. Germogli d'inverno
9. Stop!
10. Oggi rimani laggiù

### Tracce bonus
Inoltre, acquistando la versione dell'album in vinile è presente una bonus track:
1. Chiudo cu'tte